# Sparbambus gombakensis
Sparbambus gombakensis is een spinnensoort in de taxonomische indeling van de springspinnen (Salticidae).
Het dier behoort tot het geslacht Sparbambus. De wetenschappelijke naam van de soort werd voor het eerst geldig gepubliceerd in 2006 door Zhang, Woon & Li.